# Union des Fabriques Belges de Textiles Artificiels
De Union des Fabriques Belges de Textile Artificiels (Fabelta) was een overkoepelende groep van verschillende fabrieken die kunsttextiel maakten. De hoofdzetel was in Brussel. De groep maakte ooit deel uit van UCB en werd eind van de jaren 1970 een staatsbedrijf. 

## Oprichting en opgang
De Union des Fabriques Belges de Textiles Artificiels, kortweg Fabelta genoemd, werd op 21 juni 1932 opgericht. Door te fusioneren hoopte men een einde te maken aan de onderlinge concurrentie tussen de viscosebedrijven. De fusie bleek een succes en transformeerde de verlieslatende individuele bedrijven in slechts enkele jaren tijd tot een winstgevende vennootschap; het boekjaar 1936-1937 werd afgesloten met een winst van 25,8 miljoen Belgische frank.   

## Uitbreiding en productie
De uitbreiding van Fabelta ging door met de verwerving van de fabriek van Maransart in 1936 en die van Zwijnaarde in 1937. In datzelfde jaar vatte Fabelta de productie van fibranne aan. Vanaf 1941 was Fabelta de enige producent van rayonne, fibranne en acetaat in België. 

## Faillissement
Het faillissement van 14 februari 1983 werd pas vereffend op 16 maart 2021. Het was een complex dossier waarbij ook Beaulieu, de Belgische en de Vlaamse overheid betrokken waren, alsook de verschillende filialen. Er liepen tevens rechtszaken tegen de bestuurders vanwege de ongezonde arbeidsomstandigheden.